# Nikolaj Nikolajevič Beketov
Nikolaj Nikolajevič Beketov (rusky Николай Николаевич Бекетов; 1. lednajul./ 13. ledna 1827greg. Alfjorjevka – 30. listopadujul./ 13. prosince 1911greg. Petrohrad) byl ruský fyzikální chemik. Přednášel na univerzitách v Charkově a Petrohradě. Na základě reakce s kyselinami rozdělil kovy na ušlechtilé a neušlechtilé. Podle vzájemných reakcí kovů je pak seřadil do řady, která pak byla po něm pojmenována. Je po něm pojmenován i kráter Beketov na přivrácené straně Měsíce.